# Eleanor Vere Boyle
Eleanor Vere Boyle (née Gordon ; 1er mai 1825 - 29 juillet 1916) est une artiste écossaise de l'époque victorienne dont l'œuvre consistait principalement en des illustrations à l'aquarelle dans des livres pour enfants. Ces illustrations ont été fortement influencées par les préraphaélites, très détaillées et au contenu envoûtant et troublant. L'amour et la mort, deux sujets populaires de l'art préraphaélite, se retrouvent dans l'œuvre de Boyle. Le fondateur de la Confrérie préraphaélite, Dante Gabriel Rossetti, a même qualifié son travail de « remarquable par son design ».
Bien qu'elle fût l'une des premières femmes artistes à être reconnue pour ses réalisations, elle n'exposait ni ne vendait que rarement ses œuvres, car cela n'était pas acceptable compte tenu du milieu aristocratique de sa famille. Afin de masquer son identités, elle signe ainsi ses œuvres de ses initiales « EVB » et devient rapidement, sous ce nom, l'une des illustratrices les plus importantes des années 1860.

## Biographie

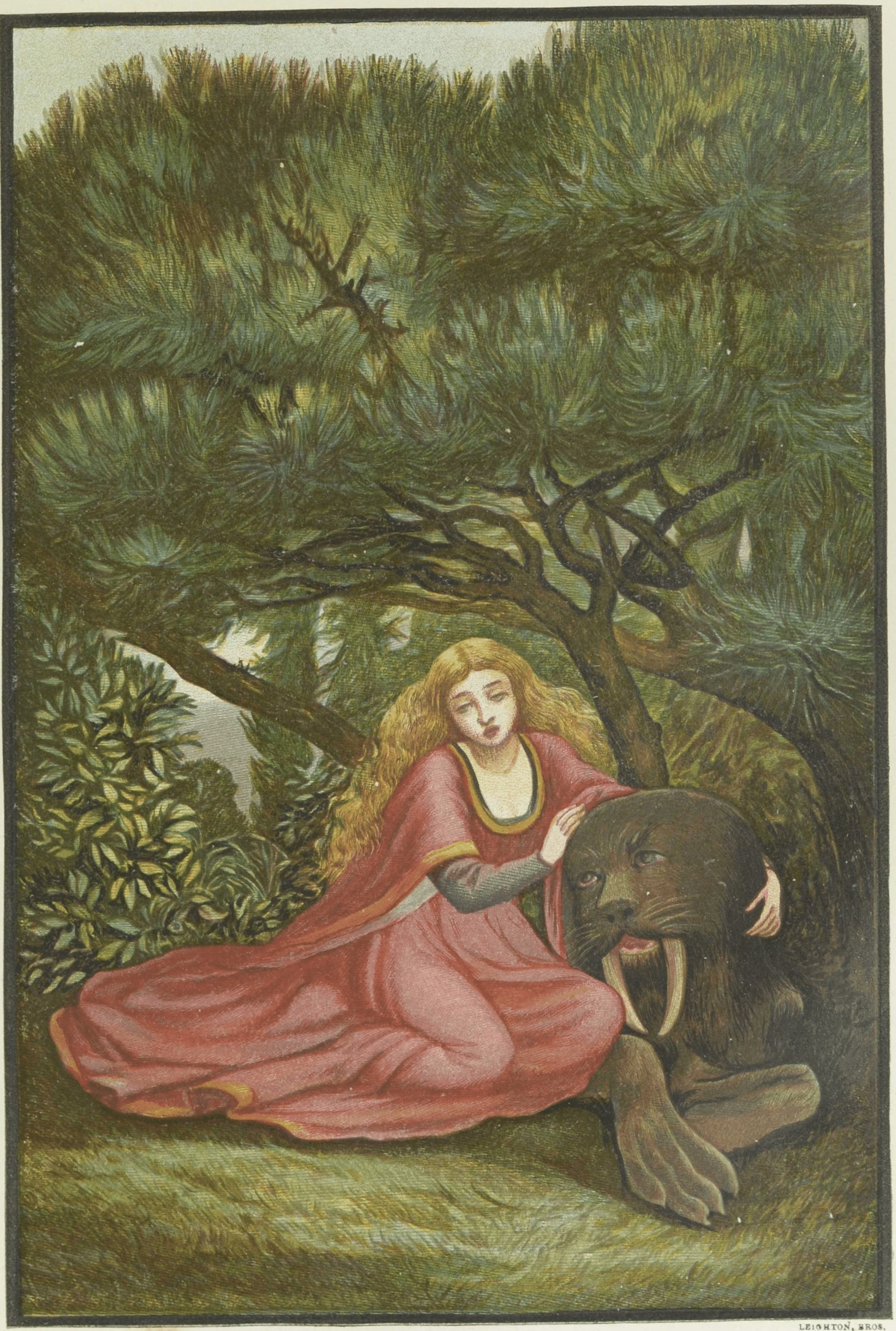
« Ah, Bête chérie, dit-elle, hélas, ma méchanceté doit ainsi te tuer ». Illustration par Eleanor Vere Boyle, tirée du livre La Belle et la Bête : Un ancien conte revisité, Illustré (1875).

Eleanor Vere Gordon est née en 1825 en Écosse, à Auchlunies House à Maryculter (en), dans le Kincardineshire (aujourd'hui Aberdeenshire ). Eleanor est la fille d'Alexander Gordon (en) d'Ellon Castle, fils illégitime de George Gordon, 3e comte d'Aberdeen. Sa mère, Albinia Elizabeth Cumberland, était la petite-fille du dramaturge Richard Cumberland et de George Hobart, 3e comte de Buckinghamshire. La plus jeune de neuf enfants, elle a grandi dans les collines écossaises surplombant la rivière Dee. Le diplomate George John Robert Gordon (en) était son frère aîné. Elle s'installa plus tard en Angleterre et épousa l'Honorable Richard Cavendish Boyle, fils du 8e comte de Cork et aumônier de la reine Victoria.
Au cours de sa vie, jusqu'à sa mort en 1916, elle a produit des livres pour enfants pour lesquels elle a été très acclamée. Au total, Eleanor a écrit ou illustré vingt et un livres sur une période d’environ cinquante ans. Toutes ces œuvres ont été inspirées par de nombreuses thématiques qui fascinaient Eleanor : la nature, mais aussi le destin, les rêves et les eaux vives. Cette fascination pour la nature l'a fortement influencée dans ses travaux ultérieurs d'illustration et d'écriture de livres de jardinage, après la mort de son mari.

## Œuvre
Ses fascinations et ses influence étaient évidentes dans les illustrations qu'elle créa en 1852 pour May Queen, recueil du poète Tennyson. Cette fascination était encore plus évidente dans ses illustrations de l'édition de 1872 des contes de fées de Hans Christian Andersen, l’une des premières éditions illustrées par un Anglais. Cette édition était illustrée de douze images en couleur et de nombreux autres dessins au trait. Un grand nombre des contes d'Andersen avait un côté clairement sombre. Grâce à la capacité de Boyle à le traduire sous forme visuelle avec son propre goût légèrement sinistre, cette édition est l'une des plus cohérentes entre l'illustration et l'écriture. Cette cohésion a établi une nouvelle norme pour l'illustration future dans l'œuvre de Hans Andersen. Voici quelques-unes des illustrations les plus acclamées de ce livre : « La Reine des Neiges », « Les Cygnes sauvages », « Le Vilain Petit Canard », « La Petite Sirène », « La Petite Poucette », « Le Jardin du Paradis », « Le Compagnon de voyage » (qui a inspiré Le Hobbit de Tolkien ) et « L'Ange ».
Trois ans plus tard, en 1875, Boyle crée ce qui est considéré comme l'une de ses plus grandes œuvres, une réécriture et illustration de l'histoire de La Belle et la Bête. Ce livre comprend dix images en couleur. Cette version est surtout appréciée pour sa vision unique de la Bête. Celle-ci diffère de la représentation anthropomorphique habituelle de la Bête : parmi les nombreuses illustrations de cette histoires, la version de Boyle semble être la première et la seule à évoquer une créature marine, avec des défenses et des nageoires semblables à celles d'un morse. Boyle s'éloigne de toutes les représentations "normales" du personnage, éliminant la position verticale, les traits humains du visage ainsi que les vêtements.
Il faut aussi noter parmi les oeuvres remarquables de Boyle ses illustrations dans The Story Without an End  (L'Histoire sans fin) et Child's Play, ainsi que ses illustrations et ses écrits dans Ros Rosarum Ex Horto Poetarum (1885). L'Histoire sans fin est à l'origine une histoire allemande de Friedrich Wilhelm Carové, qui a ensuite été traduite en anglais par Sarah Austin (en) et illustré par Boyle. Child's Play et Ros Rosarum ex Horto Poetarum sont deux histoires originales écrites par Boyle elle-même. Dans Child's Play, elle a associé des comptines célèbres à ses illustrations, et dans Ros Rosarum ex Horto Poetarum, elle a écrit des poèmes qu'elle a illustrés. Ros Rosarum Ex Horto Poetarum est sous-titré « Rosée de la rose éternelle, recueillie dans les jardins des poètes de nombreux pays ». Il s'agit de l'une des œuvres les plus acclamées par les chercheurs et considérée comme culturellement importante.

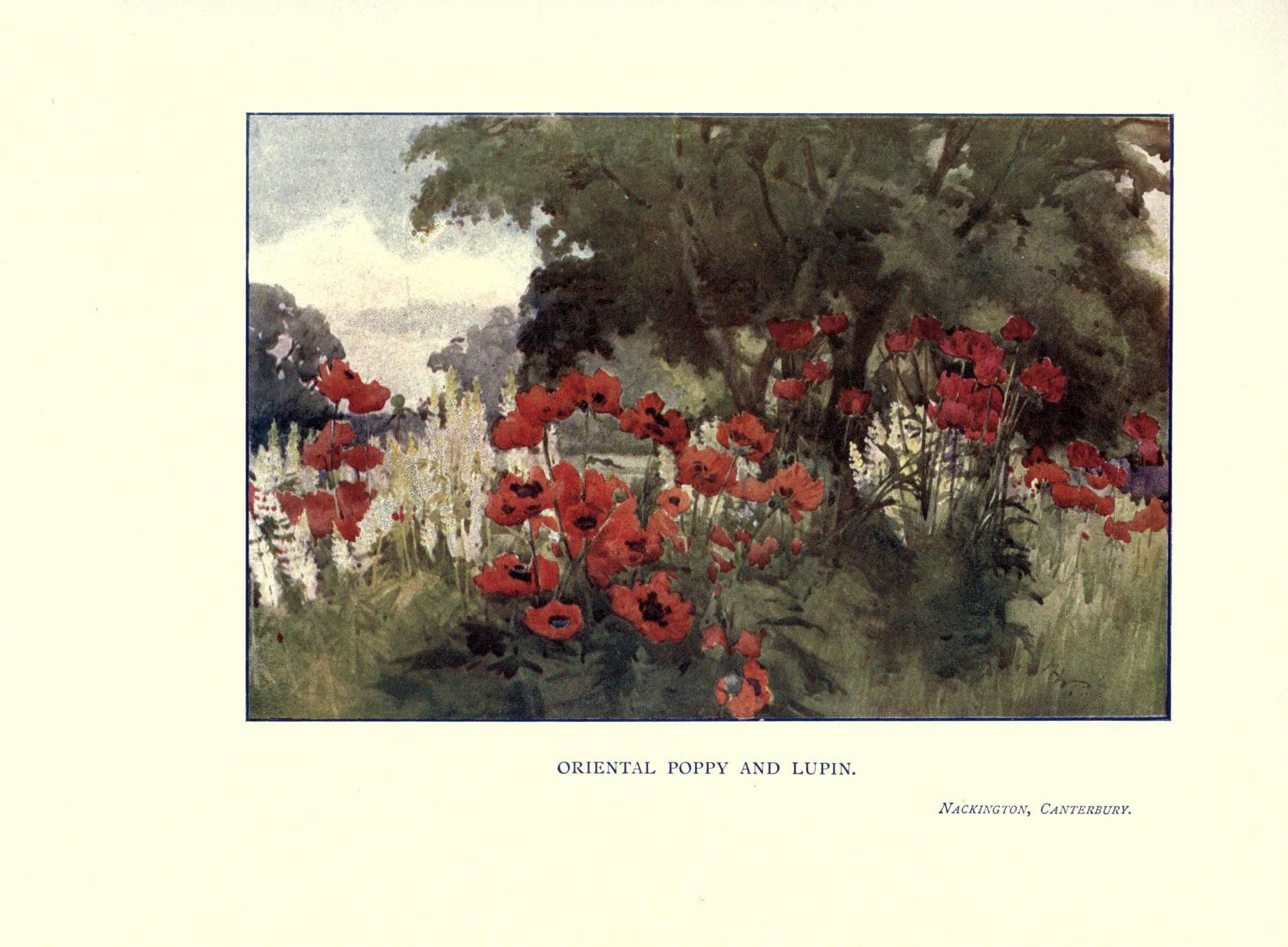
Garden colour, illustration à l'aquarelle de pavots d'Orient et lupins.

Boyle a continué à écrire, en se concentrant sur la nature, en écrivant et en illustrant des livres de jardinage. Au cours des trente-deux dernières années de sa vie, elle a écrit et illustré quatre ouvrages : Days and Hours in a Garden (1884), A Garden of Pleasure (1895), Seven Gardens and a Palace (1900), and Garden Colour (1905). Sa dernière œuvre parut huit ans avant sa mort : The Peacock's Pleasaunce (1908), un recueil de douze essais (considérés comme des belles-lettres) accompagnés de huit de ses propres illustrations.

## Autres œuvres
- A Child's Summer (1853)
- In the Fir-Wood (1866)
- A New Child's Play (1877)

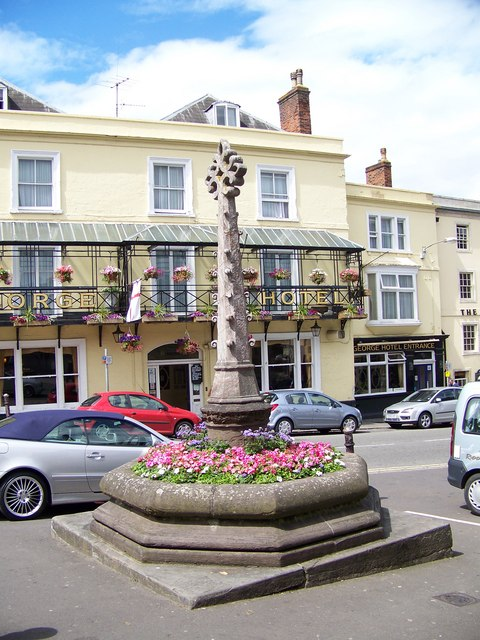
La à Frome, Somerset, a été designée par Boyle.

- A London Sparrow at the Colinderies (1887)
- A Midsummer-Night Dream (1887)
- Sylvana's Letters to an Unknown Friend (1900)